# Balkenkreuz

Balkenkreuz o cruz de barras, el emblema de la Wehrmacht, primero usado en una forma más estrecha en aviones de las Luftstreitkräfte hasta mediados de 1918; luego apareció en los aviones alemanes, los tanques y otros vehículos durante la Segunda Guerra Mundial.

La Balkenkreuz o cruz de barras es una versión estilizada de la Cruz de Hierro, un emblema introducido durante la Primera Guerra Mundial y utilizado hasta el final de la Segunda Guerra Mundial.
Fue emblema de la Wehrmacht (Fuerzas Armadas del Tercer Reich alemán) y utilizado en el Heer (Ejército), Luftwaffe (Fuerza aérea), y en la Kriegsmarine (Armada).

## Historia
El Luftstreitkräfte alemán (el servicio aéreo del Ejército Imperial Alemán) adoptó oficialmente el Balkenkreuz por primera vez a mediados de abril de 1918 (aproximadamente una semana antes de la muerte de Manfred von Richthofen), y lo utilizó desde entonces hasta que terminó la Primera Guerra Mundial en noviembre de 1918.
Su uso se reanudó, con nuevas dimensiones estandarizadas, desde el inicio de la fuerza aérea de la Alemania nazi (la Luftwaffe) en 1935, como parte de las nuevas fuerzas militares alemanas unificadas de la Wehrmacht, creadas a mediados de marzo de 1935. Los vehículos blindados de combate alemanes (AFV) durante la invasión de Polonia (septiembre-octubre de 1939) utilizaron una cruz blanca lisa, pero antes del inicio de la Operación Weserübung (abril de 1940), la cruz negra central con "flancos" blancos que utilizaba la Luftwaffe se había convertido en la insignia nacional básica de los AFV alemanes, y se siguió haciendo durante el resto de la guerra (hasta 1945).
La Luftwaffe utilizaba dos especificaciones para la Balkenkreuz:
- una con "flancos" blancos más estrechos en las superficies superiores de las alas - antes de julio de 1939, se utilizaba en las seis posiciones habituales de un fuselaje
- una con "flancos" blancos más anchos que rodean la cruz negra central de la misma anchura (25% de la longitud de extremo a extremo para ambas versiones) debajo de las alas y en los laterales del fuselaje de los aviones militares alemanes durante los años de la guerra.

En la Segunda Guerra Mundial fue cada vez más común pintar la Balkenkreuz sin la "cruz central" de color negro, utilizando sólo el cuarteto de "flancos" en ángulo recto para su forma, a fin de reducir su visibilidad - esto podría hacerse tanto en blanco como en negro, y con las formas de los flancos estrechos y anchos de la cruz.

## Uso posterior
La cruz de hierro utilizada por la Bundeswehr hereda los cuatro "flancos" blancos, o de color más claro, tallados de la antigua Balkenkreuz que no "coronan" los extremos de la cruz en ningún caso, sino que los "flancos" siguen los brazos acampanados de la anterior cruz pattée del Imperio Alemán (Eisernes Kreuz/cruz de hierro), de la época de 1916-1918.